# Federica Venturelli
Federica Venturelli  (* 12. Januar 2005 in Cremona) ist eine italienische Radsportlerin, die Rennen auf Straße und auf Bahn sowie im Cyclocross bestreitet.

## Sportlicher Werdegang
Ihre ersten Erfolge errang Federica Venturelli im Cyclocross: So wurde sie 2021 italienische Jugend-Meisterin in dieser Disziplin und belegte bei den Junioren-Europameisterschaften Rang sechs. 2022, da war sie 17 Jahre alt, errang sie schon ihr 20. italienisches Meistertrikot.
Bei den Bahnradsport-Weltmeisterschaften der Junioren 2022 gewann sie den Titel in der Einerverfolgung und wiederholte diesen Erfolg im Jahr darauf. Auf der Straße gewann sie bei den Straßenradsport-Europameisterschaften 2022 die Bronzemedaille im Straßenrennen der Juniorinnen und wurde Vierte im Einzelzeitfahren, wurde italienische Junioren-Meisterin im Zeitfahren und gewann zwei Rennen des Nationen-Cups für Juniorinnen. Bei den Cyclocrossweltmeisterschaften belegte sie Rang fünf, im Jahr darauf Rang vier.
Bei den Junioren-WM 2023 in Cali wurde Venturelli in Einerverfolgung und Zweier-Mannschaftsfahren (mit Victoria Grassi) zweifache Weltmeisterin. Darüber hinaus stellte sie im Vorlauf der 2000-m-Einerfolgung mit der Zeit von 2:15,678 Minuten einen neuen Weltrekord auf. Bei der Straßen-WM 2023 wurde sie Dritte im Einzelzeitfahren und Vierte im Straßenrennen der Juniorinnen.
2024 erhielt sie einen Vertrag beim UAE Development Team.

## Verschiedenes
2021 wurde Venturelli mit dem Oscar Tuttobici der Online-Seite tuttobiciweb in der Kategorie „Schülerinnen“ ausgezeichnet. Tuttobici bezeichnete sie als „Phänomen auf dem Fahrrad und in der Schule“. 2023 erhielt sie diese Auszeichnung als Juniorin. 2023 bestand sie ihr Abitur mit „ausgezeichnet“. Im Oktober 2023 wurde ihr für ihre herausragenden Schulleistungen von Staatspräsident Sergio Mattarella der „Premio Alfieri del Lavoro” überreicht. Im Februar 2024 verlieh ihr der Lions Stradivari, der Lions Club von Cremona, die Silberne Violine für ihre Verdienste im Sport.
Nach dem Abschluss der Schule begann Venturelli ein Studium der Pharmazie an der Universität Brescia – ihre Eltern betreiben eine Apotheke. Sie erklärte, wegen ihres Studiums künftig ihr Engagement im Cyclocross herunterzufahren. Wie sie in einem Interview angab, müsse sie ihre Zeit geradezu präzise wie eine Wissenschaftlerin einteilen, „um das zu tun, was ich tun muss“.
La Gazzetta dello Sport schrieb im September 2023 online: „Federica Venturelli è il talento più importante dell’Italia della sua generazione [...]“ (dt.: „Federica Venturelli ist Italiens wichtigstes Talent ihrer Generation [...]“). Selbst der Weltradsportverband UCI nannte sie „the brightest talent from the Squadra Azzurra“ (dt.: „das strahlendste Talent der Squadra Azzurra“).

## Erfolge

### Straße
2022
- Junioren-Europameisterschaft – Straßenrennen
- Italienische Junioren-Meisterin – Einzelzeitfahren

2023
- Junioren-Weltmeisterschaft – Einzelzeitfahren
- Junioren-Europameisterin – Einzelzeitfahren, Mixed-Staffel (mit Eleonora La Bella, Alice Toniolli, Andrea Bessega, Luca Giaimi und Andrea Montagner)
- Junioren-Europameisterschaft – Straßenrennen
- Italienische Junioren-Meisterin – Straßenrennen, Mannschaftszeitfahren
- Gesamtwertung, eine Etappe und Prolog Watersley Ladies Challenge (2.Ncup)
- Gesamtwertung, eine Etappe und Bergwertung Tour du Gévaudan Occitanie femmes (2.Ncup)

2024
- zwei Etappen, Punkte- und Nachwuchswertung Giro Mediterraneo Rosa
- U23-Europameister – Einerverfolgung
- U23-Europameisterschaften – Omnium, Mannschaftsverfolgung (mit Sara Fiorin, Francesca Pellegrini und Vittoria Grassi)

### Bahn
2022
- Junioren-Weltmeisterin – Einerverfolgung
- Junioren-Weltmeisterschaft – Mannschaftsverfolgung (mit Martina Sanfilippo, Francesca Pellegrini, Valentina Zanzi und Vittoria Grassi)
- Junioren-Europameisterin – Omnium, Mannschaftsverfolgung (mit Francesca Pellegrini, Martina Sanfilippo und Valentina Zanzi)

2023
- Junioren-Weltmeisterin – Einerverfolgung, Zweier-Mannschaftsfahren (mit Vittoria Grassi)
- Junioren-Europameisterin – Einerverfolgung, Mannschaftsverfolgung (mit Irma Siri, Alice Toniolli und Silvia Milesi)

2025
- U23-Europameisterin – Einerverfolgung

### Cyclocross
2022/23
- Gran Premio Ciudad de Pontevedra (Juniorinnen)